# 萨巴特·梅塔尼

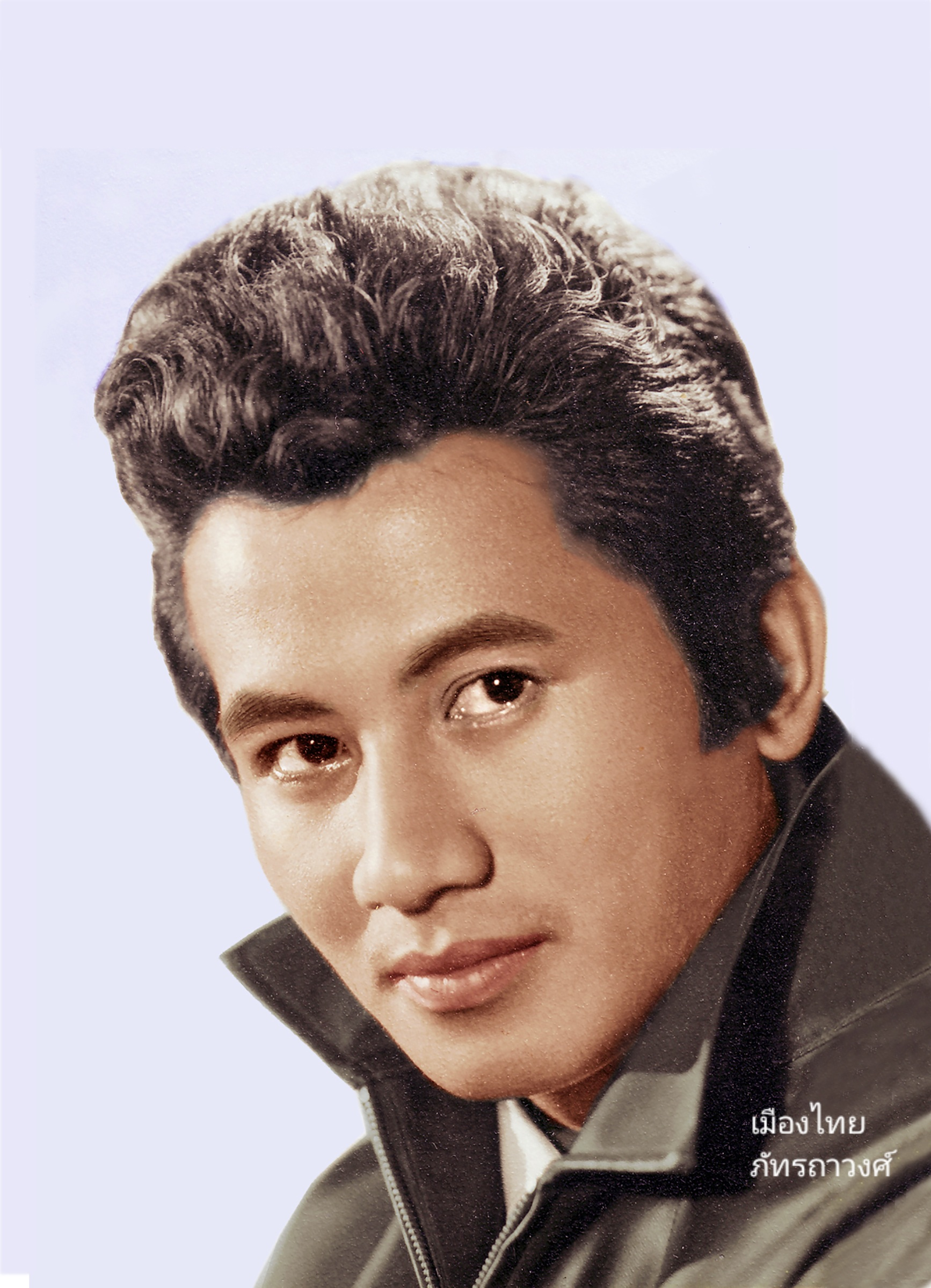
萨巴特·梅塔尼

萨巴特·梅塔尼 （1937年6月26日 - 2022年8月18日）是泰国演员和电影导演。他曾在包括帝國驕蘭在內的600多部電影中露臉，曾一度保持着出演电影次数最多的吉尼斯世界纪录。2006年萨巴特·梅塔尼当选泰国参议院议员，任期六年。 